# Stenocephalemys griseicauda
Stenocephalemys griseicauda är en däggdjursart som beskrevs av Francis Petter 1972. Stenocephalemys griseicauda ingår i släktet Stenocephalemys och familjen råttdjur. Inga underarter finns listade i Catalogue of Life.
Vuxna exemplar är 130 till 175 mm långa (huvud och bål), har en 105 till 160 mm lång svans och väger 70 till 136 g. Bakfötternas längd är ungefär 30 mm och öronen är cirka 24 mm stora. Den mjuka och lite ulliga pälsen har på ovansidan en sandbrun till brun färg och några glest fördelade hår har svarta spetsar. Mörkast är ryggens topp. På undersidan förekommer ljusgrå päls. Kännetecknande är en smal mörk ring kring varje öga, gråa öron samt vitaktiga eller ljusbruna fötter. Den gråa svansen är hos några exemplar ljusare på undersidan.
Arten förekommer med flera mindre populationer i Etiopiens högland. Gnagaren lever i områden som ligger 2400 till 3900 meter över havet. Habitatet utgörs av gräsmarker och buskskogar. Individerna är nattaktiva. På grund av tändernas konstruktion antas att födan består av frön och gröna växtdelar. Vid en studie registrerades inga dräktiga honor i mitten av den torra och kalla perioden.
Antagligen har landskapsförändringar och intensivt bruk av betesmarker viss negativ påverkan. Stenocephalemys griseicauda är inte sällsynt. IUCN kategoriserar arten globalt som livskraftig.